# Hosino Hidehiko
Hosino Hidehiko (星野 英彦; Hepburn: Hoshino Hidehiko; 1966. június 16.–), becenevén Hide, japán zenész, dalszerző, 1983 óta a Buck-Tick együttes ritmusgitárosa.

## Élete és pályafutása
A Buck-Ticket 1983-ban Fudzsioka városában alakították barátok, Imai Hiszasi családjának ábécéjében, akkor még Hinan Go-Go (非難GO-GO, „Kritika Go-Go”) néven. Higucsi Jutaka kérte meg középiskolai barátját, Hosinót, hogy csatlakozzon, azt szerették volna, hogy ő legyen az énekes, de Hosinót jobban érdekelte a gitározás. Amikor középiskola után Tokióba került, szakácsnak tanult.
A Buck-Tickben Imai után a második legtöbb dal szerzője. Szólódala csak egyetlen jelent meg, Jarring Voice címmel a Dance 2 Noise 001 válogatásalbumon. Gitárosként közreműködött Issay Flowers című albumán, a Fake? Marilyn is a Bubble, valamint Kurijama Csiaki Circus című lemezein.
2006-ban a Dropz nevű projekt tagja lett, melyben a gitár mellett billentyűkön is játszott. Az együttes tagjai még Kelli Dayton (énekes) és Cube Juice (DJ). Az együttesben Hosino a zenét szerezte, Dayton a dalszöveget írta. Első és egyetlen lemezük Sweet Oblivion címmel 2007 áprilisában jelent meg és 71. helyen végzett az Oricon albumlistáján.
Hosino 2006-ban megnősült.

## Fordítás
- Ez a szócikk részben vagy egészben  a   Hidehiko Hoshino című angol Wikipédia-szócikk fordításán alapul.  Az eredeti cikk szerkesztőit annak laptörténete sorolja fel. Ez a jelzés csupán a megfogalmazás eredetét és a szerzői jogokat jelzi, nem szolgál a cikkben szereplő információk forrásmegjelöléseként.